# Copa da Tchecoslováquia
A Copa da Tchecoslováquia (br) ou Taça da Checoslováquia (pt) foi o segundo principal torneio de futebol da antiga Tchecoslováquia, atrás apenas do Campeonato Tchecoslovaco. Foi organizado pela Associação de futebol da Tchecoslováquia e disputado de 1950 até 1993, quando o país se separou e foram disputadas as copas independentes da República Tcheca e da Eslováquia.

## Títulos

### República Socialista da Tchecoslováquia
- 1950/51 Kovosmalt Trnava ¹
- 1951/52 ATK Praga ²
- 1955    Slovan Bratislava
- 1956-58   não disputada
- 1959/60 RH Brno

A partir de 1961 a final foi disputada entre os vencedores da Copa da República Tcheca e da Copa da Eslováquia.
- 1960/61 Dukla Praga
- 1961/62 Slovan Bratislava
- 1962/63 Slovan Bratislava
- 1963/64 Spartak Praga Sokolovo 3
- 1964/65 Dukla Praga
- 1965/66 Dukla Praga
- 1966/67 Spartak Trnava
- 1967/68 Slovan Bratislava
- 1968/69 Dukla Praga
- 1969/70 TJ Gottwaldov 4
- 1970/71 Spartak Trnava
- 1971/72 Sparta Praga
- 1972/73 Baník Ostrava
- 1973/74 Slovan Bratislava
- 1974/75 Spartak Trnava
- 1975/76 Sparta Praga
- 1976/77 Lokomotíva Kosice
- 1977/78 Baník Ostrava
- 1978/79 Lokomotíva Kosice
- 1979/80 Sparta Praga
- 1980/81 Dukla Praga
- 1981/82 Slovan Bratislava
- 1982/83 Dukla Praga
- 1983/84 Sparta Praga
- 1984/85 Dukla Praga
- 1985/86 Spartak Trnava
- 1986/87 DAC Dunajská Streda
- 1987/88 Sparta Praga
- 1988/89 Sparta Praga
- 1989/90 Dukla Praga
- 1990/91 Baník Ostrava
- 1991/92 Sparta Praga
- 1992/93 1.FC Kosice

- ¹ Atualmente Spartak Trnava;
- ² Depois renomeado Dukla Praga, hoje Marila Príbram;
- 3 Atualmente Sparta Praga;
- 4 Atualmente Tescoma Zlín;
- 5 Atualmente MFK Košice.

### Títulos dos clubes naTchecoslováquia
- Dukla Praga: 9
- Sparta Praga: 8
- Slovan Bratislava: 6
- Spartak Trnava: 5
- Baník Ostrava: 3
- Lokomotíva Kosice: 2
- MFK Košice: 1
- DAC Dunajská Streda: 1
- TJ Gottwaldov: 1
- RH Brno: 1

### Títulos por República
- Tchecoslováquia: 22
- Eslováquia: 15